# Cecerleg
Cėcėrlėg (in mongolo Цэцэрлэг, cioè giardino, da leggere come "tzezerleg") è una città della Mongolia, capoluogo della provincia dell'Arhangaj.

## Geografia fisica
La città si trova sui monti Hangai, a 400 chilometri a sud-ovest da Ulan Bator. Aveva una popolazione di 18 519 abitanti (al censimento del 2000). Cėcėrlėg è geograficamente collocata nel distretto di Ėrdėnėbulgan, distretto di 536 km² istituito nel 1992, che a sua volta è situato nel sud della provincia dell'Arhangaj. La città non dev'essere confusa con quella omonima, nel sum di Cėcėrlėg, a nord della provincia.

## Storia
Cėcėrlėg è sempre stata ed è ancora un importante centro commerciale e culturale. La città è sorta intorno ad un antico monastero, il Zayain Khüree (del XVII secolo), fondato dal Zaya Pandita Luvsanperenlei. Questo tempio è composto dal Guden Süm principale, il Tempio dell'Estate a destra, e il Tempio dell'Inverno a sinistra (costruiti entrambi nel 1680-1685).  Nel 1932 il tempio è diventato un museo, ora è visitabile solo in alcune occasioni religiose.

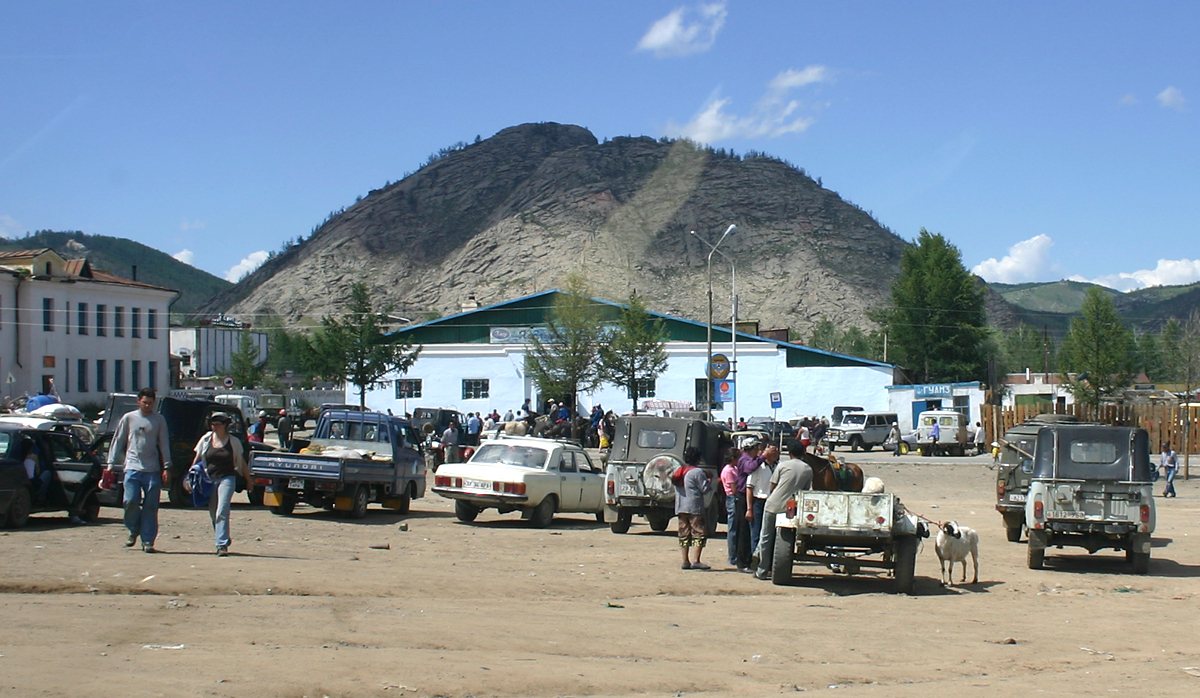
Mercato a Cecerleg

## Modernità
Cėcėrlėg, anche se è una città piccola, negli ultimi anni si è molto modernizzata: è servita da un aeroporto, con frequenti collegamenti con Ulan Bator, un teatro, un ospedale, un hotel e un liceo. L'industria più importante è quella alimentare.